# Wyhnanka (obwód winnicki)
Wyhnanka (ukr. Вигнанка) – wieś na Ukrainie, w obwodzie winnickim, w rejonie niemirowskim, nad Bohem. W 2001 roku liczyła 33 mieszkańców.